# Cyclooctatétraénure de dipotassium
Le cyclooctatétraénure de dipotassium, parfois abrégé K2COT, est un composé organopotassique de formule chimique K2C8H8. Il s'agit d'un solide beige à brun utilisé comme précurseur des complexes de l'anion cyclooctatétraénure C8H82−, comme les actinocènes tels que l'uranocène (η8-C8H8)2U et le plutonocène (η8-C8H8)2Pu. Il en existe également des analogues avec des substituants sur les cycles, différents métaux calcalins et divers complexants.
Le cyclooctatétraénure de dipotassium est obtenu par réaction de cyclooctatétraène C8H8 avec du potassium élémentaire :
2 K + C8H8 ⟶ K2C8H8.
Cette réaction met en œuvre la réduction à deux électrons du polyène et s'accompagne d'un changement de couleur d'incolore à brun.
La structure du composé K2(diglyme)C8H8 a été caractérisée par cristallographie aux rayons X de dérivés dans lesquels le diglyme CH3O–CH2CH2–O–CH2CH2–OCH3 est complexé aux cations K+ ; le cycle C8H8 est plan, avec une liaison C–C longue en moyenne de 140 pm.